# Fourneaux (Savoia)
Fourneaux è un comune francese di 817 abitanti situato nel dipartimento della Savoia nella regione dell'Alvernia-Rodano-Alpi.

## Società

### Evoluzione demografica
Abitanti censiti